# Paste (журнал)
Paste — американський щомісячний музично-розважальний цифровий журнал зі штаб-квартирою в Атланті, штат Джорджія, що належить Paste Media Group. Журнал починався як вебсайт у 1998 році, виходив як друковане видання з 2002 по 2010 роки, а потім перетворився на онлайн-видання.

## Історія
Журнал заснований як щоквартальне видання у липні 2002 року. Його власниками були Джош Джексон, Нік Перді та Тім Ріган-Портер. У жовтні 2007 року журнал випробував експеримент рок-гурту Radiohead, пропонуючи новим і поточним передплатникам можливість платити скільки вони хочуть за річну підписку на Paste. Кількість передплатників зросла на 28 000, але президент Paste Тім Ріган-Портер зазначив, що ця модель не є стійкою, сподіваючись, що наступного року нові передплатники оновлять підписку за тією ж ціною, а збільшення вебтрафіку залучить додаткових передплатників і рекламодавців.
Наприкінці 2000-х років внаслідок економічного спаду Paste почав страждати від зниження доходів від реклами. 14 травня 2009 року редактори Paste оголосили про план порятунку журналу, благаючи його читачів, музикантів і знаменитостей зробити внески. Скорочення витрат журналом не зупинило збитків; основною причиною фінансових проблем стала відсутність доходів від реклами. 31 серпня 2010 року Paste призупинив випуск друкованого журналу, але продовжував виходити онлайн на сайті PasteMagazine.com.
У листопаді 2023 року власники Paste придбали два видання компанії G/O Media — американський сайт новин і культури Jezebel, а також сайт новин і думок Splinter. У березні 2024 року частиною медіагрупи став сайт The AV Club, який до цього також належав G/O Media.

## Зміст журналу
Слоган журналу: «Ознаки життя в музиці, кіно та культурі». 
Основну увагу журнал приділяв музиці різноманітних жанрів, з акцентом на «альбомній альтернативі для дорослих», «Американі» та інді-року, а також незалежному кінематографі та книговидавництві. Кожен випуск спочатку включав музичний семплер компакт-диска, але від нього відмовилися на користь цифрового завантаження під впливом енвайронменталізму.

## Альбоми року за версією Paste
| Рік  | Виконавець                                                        | Альбом                                    | #      |
| ---- | ----------------------------------------------------------------- | ----------------------------------------- | ------ |
| 2006 | The Decemberists                                                  | The Crane Wife                            | [ 20 ] |
| 2007 | The National                                                      | Boxer                                     | [ 21 ] |
| 2008 | She & Him                                                         | Volume One                                | [ 22 ] |
| 2009 | The Avett Brothers                                                | I and Love and You                        | [ 23 ] |
| 2010 | LCD Soundsystem                                                   | This Is Happening                         | [ 24 ] |
| 2011 | Bon Iver                                                          | Bon Iver                                  | [ 25 ] |
| 2012 | Френк Оушен                                                       | Channel Orange                            | [ 26 ] |
| 2013 | Phosphorescent                                                    | Muchacho                                  | [ 27 ] |
| 2014 | The War on Drugs                                                  | Lost in the Dream                         | [ 28 ] |
| 2015 | Father John Misty                                                 | I Love You, Honeybear                     | [ 29 ] |
| 2016 | Девід Бові                                                        | Blackstar                                 | [ 30 ] |
| 2017 | Jay Som                                                           | Everybody Works                           | [ 31 ] |
| 2018 | Lucy Dacus                                                        | Historian                                 | [ 32 ] |
| 2019 | Weyes Blood                                                       | Titanic Rising                            | [ 33 ] |
| 2020 | Фіона Еппл                                                        | Fetch the Bolt Cutters                    | [ 34 ] |
| 2021 | Floating Points, Фароа Сандерс та Лондонський симфонічний оркестр | Promises                                  | [ 35 ] |
| 2022 | Big Thief                                                         | Dragon New Warm Mountain I Believe in You | [ 36 ] |
| 2023 | Wednesday                                                         | Rat Saw God                               | [ 37 ] |